# Яхонтов, Валериан Иванович
Валериа́н Ива́нович Я́хонтов (1878, Нижний Новгород — 17 октября 1926, Берлин) — социал-демократ и коммунист, видный партийный и советский работник. Член РСДРП с 1902 года и РКП(б) с 1920 года, впоследствии — член ВКП(б).

## Биография
Родился в Нижнем Новгороде в семье бывшего крепостного крестьянина, который после освобождения крестьян от крепостной зависимости переписался в нижегородские мещане и работал в Волжском пароходстве.
В возрасте четырнадцати лет начал знакомиться с революционным движением и с учением о социализме. Исключённый из пятого класса гимназии за «вольнодумство», выдержал экстерном экзамен на аттестат зрелости и в 1902 году поступил на юридический факультет Московского университета.
Ставший к этому времени уже вполне сложившимся социал-демократом — марксистом Яхонтов принимал участие в студенческом движении. Активно участвовал в февральских студенческих выступлениях, поддерживая так называемых «политиков» против «академистов». Арестован на сходке в университете 9 февраля 1903 года и приговорён к шестимесячному заключению в Бутырской тюрьме. После амнистии в октябре 1903 года возвратился в университет, где работал в кружках учащейся молодёжи, в рядах большевистской Московской организации и в нескольких рабочих кружках — в частности, в Замоскворечье. В 1905 году принимал участие в издании большевистской газеты «Борьба», в которой было помещено несколько его статей по аграрному вопросу. После разгрома декабрьского восстания уехал в Нижний Новгород и там участвовал в издании большевистской газеты. Яхонтов был прочно связан с нижегородской большевистской организацией, в которую входил в качестве члена комитета. В 1906 году после прошедшего в Стокгольме Объединительного съезда на нижегородской конференции был вновь арестован и, отбыв несколько месяцев заключения в тюрьме, возвратился к работе. В 1907 году вернулся в Москву, сдал государственные экзамены и вступил в ряды московской адвокатуры.
С 1910 года Яхонтов вёл усиленную работу в области профессионального движения и стал юрисконсультом большинства тогдашних профсоюзов, приняв участие в организации многих профессиональных объединений. В 1913 году деятельность Яхонтова перенеслась в область рабочего страхования. Он являлся со стороны большевистской организации единственным в Москве руководителем страхового движения. Одновременно с работой в профессиональном и страховом движении принимал активное участие также и в кооперации, будучи юрисконсультом центрального рабочего кооператива и совета рабочей кооперации. Состоял в редакционном центре рабочей социал-демократической, большевистского направления, газеты «Наш путь» и избран в её редакционную коллегию.
В 1914 году с началом империалистической войны вместе с И. И. Скворцовым и П. Г. Смидовичем идейно и организационно руководил Московской большевистской организацией. Вёл в профессиональных организациях усиленную пропаганду против войны, против социал-патриотизма, против участия рабочих в военно-промышленных комитетах. Во время доклада в Московском обществе торговых служащих был снова арестован, а на квартире у него произвели обыск.
В 1916 году военная обстановка перебросила В. И. Яхонтова в Минск, где он работал в земском союзе, а потом в союзе городов. В Минске встретился с рядом товарищей из среды большевиков и совместно с ними организовал большевистскую социал-демократическую группу и пытался наладить работу на фронте. За этим занятием их застала февральская революция. Созданная группа послужила основой для возникновения открытой социал-демократической организации. В 1917 году от имени минской организации Яхонтов ездил на апрельскую большевистскую конференцию в Петроград.
С 1918 года — товарищ председателя правления Московской общегородской больничной кассы по страхованию рабочих.
Считая объединение социал-демократии крайне важным, но оставаясь по своим убеждениям большевиком, Яхонтов весной 1917 года вышел из партии и вошёл в состав Московской объединенческой социал-демократической организации. Ставя перед собой в качестве основной задачи объединение социал-демократов, эта организация в августе 1917 года созвала в Петрограде объединительный съезд, на который были приглашены как меньшевики, так и большевики — представители последних на него не пришли. На этом съезде В. И. Яхонтов от левой части собравшихся — ядра мартовцев-интернационалистов — был избран в ЦК партии объединенцев. Избирался в ЦК и на проходившем 21—27 мая 1918 года в Москве Всероссийском совещании РСДРП(о). Яхонтову и товарищам казалось, что, войдя в объединённую партию и составив в ней левое крыло, они смогут всю новую организацию сильно повести влево и таким образом подготовят почву для слияния с большевиками. Однако, надежды на возможность такого объединения не оправдались: «объединённая» партия фактически превратилась в меньшевистскую, а задача объединения всей социал-демократии стала утопией. В связи с этим в начале 1920 года группа товарищей, включавшая Яхонтова, опубликовала в «Известиях ВЦИК» открытое письмо о выходе из ставшей меньшевистской организации. В 1921 году Яхонтов был делегатом X съезда РКП(б) с правом совещательного голоса.

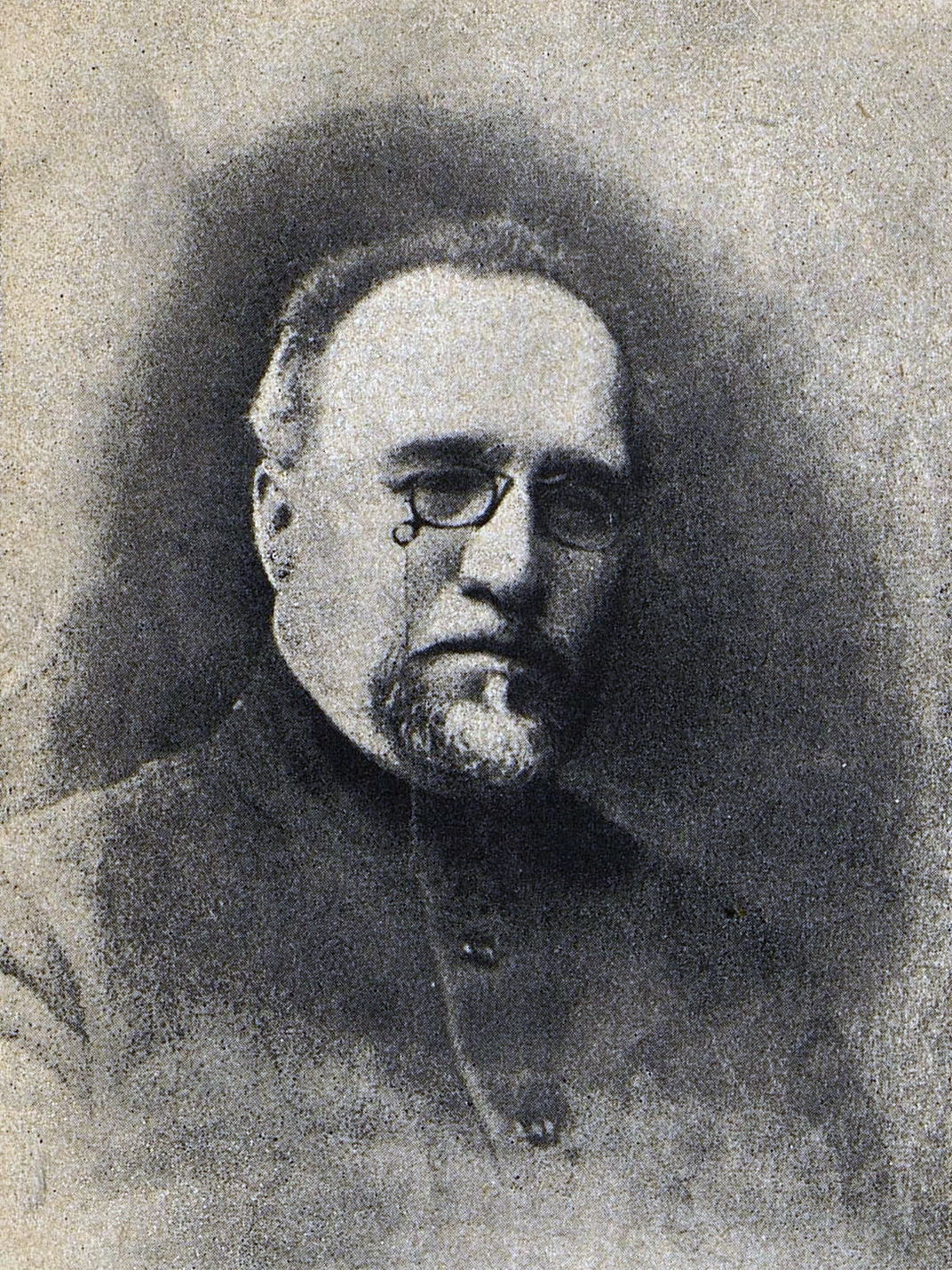
В. И. Яхонтов, 1922—1923 годы

После разрыва с меньшевиками В. И. Яхонтов находился в рядах РКП(б), занимая ответственные посты по указанию партии. Сначала он работал в кооперации в качестве заместителя председателя Главного управления по делам кустарной, мелкой промышленности и промысловой кооперации (Главкустпрома). В январе 1922 года он был назначен членом Коллегии Наркомюста, а затем по партийной мобилизации переведён на работу в провинцию — в Рязань, где был избран председателем Рязанского губисполкома. Попутно редактировал местную газету «Рабочий клич» с июля 1922 по июнь 1923 года. Проработав в Рязани больше года, возвратился в Наркомюст. Был назначен помощником Прокурора Республики. Одновременно с этим работал в качестве члена Комиссии законодательных предположений при Совнаркоме СССР. В 1924 году вновь был назначен членом Коллегии НКЮ, заведующим Отделом законодательных предположений и членом Малого Совета Народных Комиссаров. Возглавлял Институт права РАНИОН. На этих постах Яхонтов работал до конца своей жизни.
Весной 1926 года В. И. Яхонтов заболел и по указанию врачей уехал для лечения в Крым. В связи с ухудшением состояния здоровья вернулся в Москву и подвергся клиническому лечению в Кремлёвской больнице, где после всестороннего исследования его при участии лучших сил медицинской науки было констатировано септическое заболевание крови. Для лечения этой тяжёлой болезни Яхонтова отправили в Берлин, в котором он более двух с половиной месяцев боролся с неизлечимым недугом. В ночь на 17 октября 1926 года В. И. Яхонтова не стало.
Урна с прахом В. И. Яхонтова захоронена в Москве на Новодевичьем кладбище, участок 1, ряд 46.
Семья
- Отец — Иван Иванович Яхонтов (1836—?), крепостной крестьянин, впоследствии рязанский[9] и нижегородский мещанин
- Жена — Лидия Михайловна Яхонтова (1878—1965)

## Публикации
- Яхонтов В. И. К вопросу о страховании рабочих (очередные задачи) // «Вестник права и нотариата». Г. 5. — 1912. — № 47.
- Яхонтов В. И. К вопросу о страховании рабочих (окончание) // «Вестник права и нотариата». Г. 5. — 1912. — № 48.
- Яхонтов В. И. Круг страхуемых лиц по закону 23 июня 1912 г. // «Вестник права и нотариата». Г. 6. — 1913. — № 33.
- Яхонтов В. И. Круг страхуемых лиц по закону 23 июня 1912 г.: (окончание) // «Вестник права и нотариата». Г. 6. — 1913. — № 34.
- Яхонтов В. И. Всесоюзный Комиссариат Юстиции и Всесоюзная Прокуратура // «Еженедельник Советской Юстиции». — 1925. — 27 июня (№ 24).
- Кишкин С. С. Советское гражданство / Под ред. В. И. Яхонтова. — М.: Юридическое изд-во НКЮ РСФСР, 1925. — 96 с. — 3000 экз.
- Яхонтов В. И. О революционной законности // «Советское право». — 1926. — № 1. — С. 3—12.
- Крыленко Н. В., Яхонтов В. И. Статьи о революционной законности. — М.: Юридическое изд-во НКЮ РСФСР, 1926. — 60 с. — 8000 экз.

## Память
- В Рязани в память о В. И. Яхонтове названа улица[9][10]